# Stillborn
Stillborn è il terzo album del gruppo musicale statunitense Malevolent Creation, pubblicato nel 1993.

## Tracce
1. Dominated Resurgency – 4:16
2. The Way of All Flesh – 4:25
3. Dominion of Terror – 4:32
4. Geared for Gain – 3:05
5. Stillborn – 4:44
6. Ordain the Hierarchy – 2:47
7. Carnivorous Misgivings – 3:17
8. Genetic Affliction – 4:41
9. Ethnic Cleansing – 4:23
10. Disciple of Abhorrence – 6:19

## Formazione
- Brett Hoffmann - voce
- Phil Fasciana - chitarra ritmica, basso
- Jon Rubin - chitarra solista
- Álex Márquez - batteria